# Brunhuvad oropendola
Brunhuvad oropendola (Psarocolius wagleri) är en fågel i familjen trupialer inom ordningen tättingar.

## Utseende
Brunhuvad oropendola är en rätt stor och mörk gulstjärtad fågel. Hanen är mycket större än honan, men ser i övrigt lika ut med mörkbrunt på huvud och kropp, svartaktig ovansida, ljust gulaktig näbb och tydligt gula stjärtsidor. Flykten är mycket snabbare än större montezumaoropendolan, med djupa och svepande vingslag som avger ett visslande ljud.

## Utbredning och systematik
Brunhuvad oropendola delas in i två underarter:
- Psarocolius wagleri wagleri – förekommer i sluttningen mot Karibien från sydöstra Mexiko (södra Veracruz) till nordöstra Nicaragua
- P. w. ridgwayi – förekommer från sydöstra Honduras till Panama, västra Colombia och nordvästra Ecuador

## Levnadssätt
Brunhuvad oropendola hittas i tropiska låglänta områden i fuktig städesgrön skog eller skogsbryn. Den häckar i kolonier i stora pungformade bon som hängs från grenar i höga träd. Fågeln ses ofta i flock, vanligen i trädtoppar i fruktbärande träd.

## Status och hot
Arten har ett stort utbredningsområde, men tros minska i antal, dock inte tillräckligt kraftigt för att den ska betraktas som hotad. Internationella naturvårdsunionen IUCN listar arten som livskraftig (LC). Beståndet uppskattas till i storleksordningen en halv miljon till fem miljoner vuxna individer.

## Namn
Fågelns vetenskapliga artnamn hedrar Johann Georg Wagler (1800-1832), tysk herpetolog och systematiker.